# Antiblemma addana
Antiblemma addana är en fjärilsart som beskrevs av William Schaus 1911. Antiblemma addana ingår i släktet Antiblemma och familjen nattflyn. Inga underarter finns listade i Catalogue of Life.